# Mongnawng
Mongnawng (en birmà Maingnaung) és un estat dels Estats Shan dins l'estat Shan de Myanmar. Té uns 4.374 km². La capital és Mongnawng situada al sud-est de Mongyai, a la Vall del Nam Pang i a la riba d'un afluent. És de majoria shan, que són més del 80% de la població. L'única minoria rellevant són els Taungthu. És característic de l'estat els treballs molt fins amb bambú, les caixes de totes classes i khamauks (barrets de bambú rodons).

## Història
Va esdevenir independent quan el senyor local que era un feudatari del rei de Chiang Mai va expulsar les forces d'aquest regne de la zona fronterera de Kengtung de qui va esdevenir feudatari amb el títol de myosa. Dependent de Hsenwi el rei birmà el va separar el 1850. Va estar en pau fins al 1882 quan es va sumar a la rebel·lió de Mongnai. Les tropes birmanes van entrar al país i el van assolar i el príncep va fugir a Kengtung (1882). Un nou príncep es va posar al costat dels birmans i va envair altres principats rebels. Derrotats els birmans pels britànics el príncep va prendre part en la confederació contra ells (1886). Després de la victòria britànica l'antic príncep, aliat britànic, fou reposat en el tron i reconegut príncep separat amb el títol de sawpaw. El darrer príncep que va governar va abdicar el 1959 i després fou una de la Repúbliques de la unió d'Estats Shan que constituïren l'Estat Shan, amb vocació d'independència, però part de Myanmar.